# Hans Steininger (Sinologe)
Hans Steininger (* 1. August 1920 in Breslau; † 16. September 1990 in Würzburg) war ein deutscher Sinologe und Universitätsprofessor.

## Biografie
Steininger gründete das Institut für Kulturwissenschaften Ost- und Südasiens der Philosophischen Fakultät der Universität Würzburg, dem er als Ordinarius auf dem Lehrstuhl für Philologie des Fernen Ostens (Sinologie) von 1965 bis zu seiner Emeritierung 1986 auch vorstand. Sein Spezialgebiet war die chinesische Philosophie insbesondere der Konfuzianismus und der Daoismus. 
Steininger, der darüber hinaus von 1966 bis 1975 zunächst im Rahmen eines Lehrauftrags, dann als Lehrstuhlvertreter der Sinologie an der Universität Erlangen-Nürnberg tätig war, hinterließ die umfangreiche Sammlung chinesischer Literatur mit rund 3000 Bänden der Universität Erlangen-Nürnberg, wo in der „Steininger Bibliothek“ wissenschaftlich recherchiert werden kann.

## Veröffentlichungen (Auswahl)
- Das fernöstliche Bildungsverständnis und sein Verfall in der Neuzeit. In: Winfried Böhm, Martin Lindauer (Hrsg.): „Nicht Vielwissen sättigt die Seele“. Wissen, Erkennen, Bildung, Ausbildung heute. (= 3. Symposium der Universität Würzburg.) Ernst Klett, Stuttgart 1988, ISBN 3-12-984580-1, S. 107–128.